# Deutsch-Bulgarisches Institut für landwirtschaftliche Forschungen
Das Deutsch-Bulgarische Institut für landwirtschaftliche Forschungen war ein während des Zweiten Weltkrieges von der Kaiser-Wilhelm-Gesellschaft in Berlin und dem bulgarischen Landwirtschaftsministerium geplantes Gemeinschaftsinstitut bei Sofia.
Im Gründungsstatut vom 25. Februar 1941 wurde die Einrichtung Deutsch-Bulgarisches/Bulgarisch-Deutsches Institut für landwirtschaftliche Forschungen in Sofia genannt, in den deutschen Akten meist Deutsch-Bulgarisches Institut für landwirtschaftliche Forschung (mit Forschung im Singular).

## Geschichte
Anlässlich des Besuches einer Delegation des bulgarischen Landwirtschaftsministeriums in Berlin im Juni 1940 besichtigten die Teilnehmer auch das Kaiser-Wilhelm-Institut für Züchtungsforschung in Müncheberg. Die bulgarischen Gäste waren davon so beeindruckt, dass sie den Wunsch äußerten, unter deutscher Beteiligung in Bulgarien ein gleichartiges Institut zu errichten. Auf Initiative der Kaiser-Wilhelm-Gesellschaft wurde einige Monate später ein Gründungsstatut ausgearbeitet und in einem im Februar 1941 unterzeichneten Vertrag die Organisationsstruktur festgelegt. Hauptaufgabe des Instituts sollte es sein, bisher nur in geringem Umfang in Bulgarien vertretenen Forschungsrichtungen auf dem Gebiet der Pflanzenproduktion zu intensivieren.
Für die wissenschaftliche Leitung und Geschäftsführung des Instituts wurden im Oktober 1941 Arnold Scheibe, Professor für Acker- und Pflanzenbau an der Technischen Universität München, und Dontscho Kostoff, Professor für Pflanzenzüchtung an der Technischen Universität Sofia, ernannt. Die konkreten Planungs- und Vorbereitungsaufgaben begannen erst Anfang des Jahres 1942. Die offizielle Grundsteinlegung auf einem acht Kilometer südlich von Sofia gelegenen Gelände fand am 12. September 1942 statt. Bedingt durch die Kriegsereignisse gab es jedoch erhebliche Schwierigkeiten bei der Beschaffung von Baumaterial, so dass bis Mitte 1944 lediglich Baugruben ausgehoben werden konnten. Die bis dahin für das Institut aus Deutschland gelieferten wissenschaftlichen Geräte, Zeitschriften und Bücher wurden zunächst in anderen Gebäuden gelagert.
Als die Besetzung Bulgariens durch die sowjetische Armee abzusehen war, wurde das Institut von deutscher Seite aufgegeben. Apparate, Akten und Saatgut wurden nach München transportiert, Scheibe verließ Sofia am 29. August 1944. Fahrzeuge und die Bibliothek gingen verloren.
1948 wurde eine Folgeeinrichtung in Deutschland gegründet, die Forschungsstelle für Pflanzenbau und Pflanzenzüchtung der Max-Planck-Gesellschaft, Gut Neuhof bei Gießen.